# Arrondissement Cambrai
Das Arrondissement Cambrai ist eine Verwaltungseinheit des Départements Nord in der französischen Region Hauts-de-France. Hauptort (Sitz der Unterpräfektur) ist Cambrai.

## Kantone
Zum Arrondissement gehören Gemeinden aus drei Kantonen:
- Cambrai
- Le Cateau-Cambrésis
- Caudry

## Gemeinden
Die Gemeinden des Arrondissements Cambrai sind:
| 1. Abancourt (59001)                 | 2. Anneux (59010)                     | 3. Aubencheul-au-Bac (59023)          | 4. Avesnes-les-Aubert (59037)       |
| 5. Awoingt (59039)                   | 6. Banteux (59047)                    | 7. Bantigny (59048)                   | 8. Bantouzelle (59049)              |
| 9. Bazuel (59055)                    | 10. Beaumont-en-Cambrésis (59059)     | 11. Beaurain (59060)                  | 12. Beauvois-en-Cambrésis (59063)   |
| 13. Bermerain (59069)                | 14. Bertry (59074)                    | 15. Béthencourt (59075)               | 16. Bévillers (59081)               |
| 17. Blécourt (59085)                 | 18. Boursies (59097)                  | 19. Boussières-en-Cambrésis (59102)   | 20. Briastre (59108)                |
| 21. Busigny (59118)                  | 22. Cagnoncles (59121)                | 23. Cambrai (59122)                   | 24. Cantaing-sur-Escaut (59125)     |
| 25. Capelle (59127)                  | 26. Carnières (59132)                 | 27. Le Cateau-Cambrésis (59136)       | 28. Catillon-sur-Sambre (59137)     |
| 29. Cattenières (59138)              | 30. Caudry (59139)                    | 31. Caullery (59140)                  | 32. Cauroir (59141)                 |
| 33. Clary (59149)                    | 34. Crèvecœur-sur-l’Escaut (59161)    | 35. Cuvillers (59167)                 | 36. Dehéries (59171)                |
| 37. Doignies (59176)                 | 38. Élincourt (59191)                 | 39. Escarmain (59204)                 | 40. Escaudœuvres (59206)            |
| 41. Esnes (59209)                    | 42. Estourmel (59213)                 | 43. Estrun (59219)                    | 44. Eswars (59216)                  |
| 45. Flesquières (59236)              | 46. Fontaine-au-Pire (59243)          | 47. Fontaine-Notre-Dame (59244)       | 48. Fressies (59255)                |
| 49. Gonnelieu (59267)                | 50. Gouzeaucourt (59269)              | 51. La Groise (59274)                 | 52. Haucourt-en-Cambrésis (59287)   |
| 53. Haussy (59289)                   | 54. Haynecourt (59294)                | 55. Hem-Lenglet (59300)               | 56. Honnechy (59311)                |
| 57. Honnecourt-sur-Escaut (59312)    | 58. Inchy (59321)                     | 59. Iwuy (59322)                      | 60. Lesdain (59341)                 |
| 61. Ligny-en-Cambrésis (59349)       | 62. Malincourt (59372)                | 63. Marcoing (59377)                  | 64. Maretz (59382)                  |
| 65. Masnières (59389)                | 66. Maurois (59394)                   | 67. Mazinghien (59395)                | 68. Mœuvres (59405)                 |
| 69. Montay (59412)                   | 70. Montigny-en-Cambrésis (59413)     | 71. Montrécourt (59415)               | 72. Naves (59422)                   |
| 73. Neuville-Saint-Rémy (59428)      | 74. Neuvilly (59430)                  | 75. Niergnies (59432)                 | 76. Noyelles-sur-Escaut (59438)     |
| 77. Ors (59450)                      | 78. Paillencourt (59455)              | 79. Pommereuil (59465)                | 80. Proville (59476)                |
| 81. Quiévy (59485)                   | 82. Raillencourt-Sainte-Olle (59488)  | 83. Ramillies (59492)                 | 84. Rejet-de-Beaulieu (59496)       |
| 85. Reumont (59498)                  | 86. Ribécourt-la-Tour (59500)         | 87. Rieux-en-Cambrésis (59502)        | 88. Romeries (59506)                |
| 89. Les Rues-des-Vignes (59517)      | 90. Rumilly-en-Cambrésis (59520)      | 91. Sailly-lez-Cambrai (59521)        | 92. Saint-Aubert (59528)            |
| 93. Saint-Benin (59531)              | 94. Saint-Hilaire-lez-Cambrai (59533) | 95. Saint-Martin-sur-Écaillon (59537) | 96. Saint-Python (59541)            |
| 97. Saint-Souplet (59545)            | 98. Saint-Vaast-en-Cambrésis (59547)  | 99. Sancourt (59552)                  | 100. Saulzoir (59558)               |
| 101. Séranvillers-Forenville (59567) | 102. Solesmes (59571)                 | 103. Sommaing (59575)                 | 104. Thun-l’Évêque (59593)          |
| 105. Thun-Saint-Martin (59595)       | 106. Tilloy-lez-Cambrai (59597)       | 107. Troisvilles (59604)              | 108. Vendegies-sur-Écaillon (59608) |
| 109. Vertain (59612)                 | 110. Viesly (59614)                   | 111. Villers-en-Cauchies (59622)      | 112. Villers-Guislain (59623)       |
| 113. Villers-Outréaux (59624)        | 114. Villers-Plouich (59625)          | 115. Walincourt-Selvigny (59631)      | 116. Wambaix (59635)                |